# Atilio César Martínez Lagrava
Atilio César Martínez Lagrava (La Plata, 10 de septiembre de 1953 - La Plata, 7 de octubre de 1977), fue un joven estudiante de antropología desaparecido durante el último gobierno militar mientras realizaba el servicio militar obligatorio, el día 21 de junio de 1977.

## Biografía
Nació en la ciudad de La Plata el día 10 de septiembre de 1953.Sus padres se llamaban Atilio Feliciano Martínez y Mercedes Lagrava; el primero falleció pocos meses después de su desaparición. Su madre en 2002, antes de que su cuerpo fuera encontrado. Tenía tres hermanas, que lo llamaban Atilito.

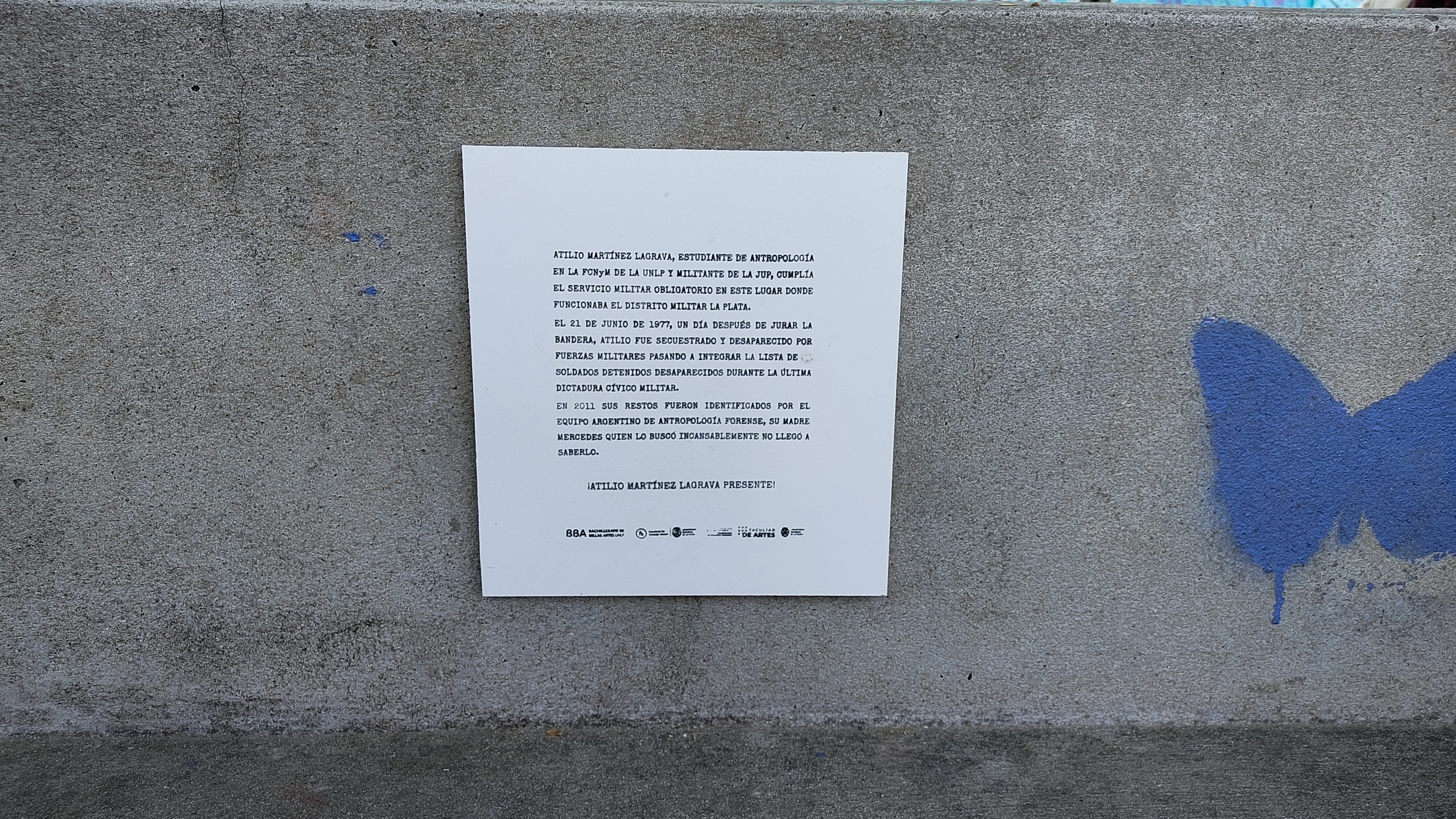
Placa recordatoria en la Facultad de Trabajo Social de la Universidad Nacional de La Plata.

Realizó los estudios primarios y secundarios en la escuela de los Hermanos Maristas de La Plata. Durante su juventud fue jugador de rugby en el Club San Luis de La Plata.
Estudió la carrera de Antropología en la Facultad de Ciencias Naturales y Museo de la Universidad Nacional de La Plata. Al mismo tiempo trabajaba en el kiosco de su madre en la calle 4 entre 54 y 55.
Atilio se encontraba cumpliendo con el Servicio Militar obligatorio en las oficinas del Comando del Ejército de La Plata, ubicado en el denominado Distrito Militar de dicha ciudad, entre las calles 9 y 10, y 63 y 64.El día 21 de junio de 1977 se encontraba de guardia y se le encomendó llevar un sobre al Regimiento de Infantería 7 de  localidad de Arana, pero nunca regresó. A un amigo le llamó la atención este hecho, suponiendo que se le habría dado franco luego de la misión, sin embargo sospechó que había sido secuestrado, dado que al día siguiente figuraba como ausente sin causa.
Es uno de los 217 soldados víctimas de terrorismo de Estado en Argentina.

## Aparición de su cuerpo
Entre el 13 de octubre y el 18 de noviembre de 2009, sus restos fueron exhumados del Cementerio Municipal de La Plata, que luego fueron peritados por el Equipo Argentino de Antropología Forense. Por medio del análisis genético se comprobó su identidad. A su vez, si bien fue secuestrado el día 21 de junio de 1977, falleció el 7 de octubre y sus restos inhumados el 26 de octubre del mismo año según consta en el Acta de Defunción del Registro Civil de Berisso. 
Luego del descubrimiento de su cuerpo, fue reenterrado el sábado 19 de mayo de 2012 en el Mausoleo “Memoria, Verdad y Justicia” del Cementerio de La Plata.

## Archivo personal de su madre
En el Centro de Documentación y Archivo "Leopoldo Schiffrin" de la Comisión Provincial por la Memoria se encuentra el archivo personal de la madre de Atilio, Mercedes Lagrava de Martínez, quien era una Madre de Plaza de Mayo. Este consta de 7 cajas en las que se encuentra documentación que ella juntó y reunió durante el proceso de la búsqueda de su hijo, así como libros que pertenecieron a su hijo. En este fondo se hallan cartas personales, de instituciones argentinas y del exterior referidos a denuncias sobre violaciones a los derechos humanos. También se encuentran folletos, fotografías, afiches, panfletos, libros y objetos, como un pañuelo bordado a mano.

## Recordatorios
Su nombre figura en la lista de legajos fueron reparados de las personas que fueron estudiantes o graduados de la Facultad de Ciencias Naturales y Museo de la Universidad Nacional de La Plata, que fueron detenidas-desaparecidas y/o asesinadas por el terrorismo de Estado de la última dictadura cívico-militar en Argentina y las acciones paraestatales. En esta misma facultad se encuentra una fotografía suya con sus datos principales, en una de las columnas de la planta baja del edificio principal de aulas; formando parte de grupo de fotografías de estudiantes y graduados detenidos desaparecidos de la facultad.
En el patio del predio que fuera del Comando del Ejército de La Plata, donde actualmente se encuentran las Facultades de Artes y Trabajo Social se halla una placa que recuerda a Atilio Martínez Lagrava. 